# Aloclino

Andamento della temperatura e della salinità dell'acqua nell'Oceano Artico alle coordinate 85,18 nord e 117,28 est al 1º gennaio 2010.

In oceanografia, l'aloclino è un fenomeno di stratificazione dell'acqua con diverso grado di salinità, collegato alla diversa densità dei due strati, che di conseguenza sono poco miscibili tra loro.. Un aumento del contenuto in sali dell'acqua di un kg/m3 provoca un aumento della densità di circa 0,7 kg/m3
Queste variazioni elevate entro un piccolo spessore delle proprietà di grandi masse d'acqua possono essere collegate a variazione repentine del gradiente di temperatura (termoclino), della densità (picnoclino) o in generale delle proprietà chimiche della massa d'acqua (chemoclino).
Alle medie latitudini, specialmente nelle fasce tropicali, dove l'evaporazione prevale sulle precipitazioni, la superficie delle acque marine tende ad essere più salata delle acque profonde e di conseguenza lo strato superficiale è più denso e dovrebbe quindi tendere a sprofondare. D'altra parte lo strato superficiale è anche più caldo di quelli profondi e di conseguenza è meno denso. Questo provoca un'instabilità localizzata dell'aloclino che tende a innescare un rimescolamento delle acque.
A latitudini maggiori, come nell'Oceano Artico, nel Mare di Bering e nell'Oceano Meridionale, la superficie delle acque è in genere più fredda di quelle profonde; in questo caso l'aloclino tende a favorire la stabilità della colonna d'acqua, isolando le acque di superficie da quelle profonde.
La formazione dell'aloclino si può instaurare anche nei fiordi o in estuari a ridotto mescolamento delle acque, dove l'acqua dolce si stratifica in alto e l'acqua salata in basso. Si verifica anche nelle situazioni di assenza di corrente tipiche dei cenote messicani che hanno lo sbocco nell'oceano.